# Iwan III (syryjsko-prawosławny patriarcha Antiochii)
Iwan III (ur. ?, zm. ?) – w latach 1080–1082 73. syryjsko-prawosławny Patriarcha Antiochii.